# Me quoque fata regunt
 Me quoque fata regunt лат.(изговор: ме квокве фата регунт.)  И ја сам подложан судбини. Јупитер

## Поријекло изреке
Ово је изрекао,  по ријечима Овидија, чувеног  римског пјесника из смјене старе у нову еру, врховни римски Бог Јупитер.

## Тумачење
Овидије, преносећи Јупитерове ријечи, хоће рећи да и богови не могу избјећи  судбину. Да је судбина  вис мајор (лат. Vis maior) и да је изнад и самих богова.